# Парадизо (Кремона)
Парадизо је насеље у Италији у округу Кремона, региону Ломбардија.
Према процени из 2011. у насељу је живело 18 становника. Насеље се налази на надморској висини од 48 м.